# Retabel

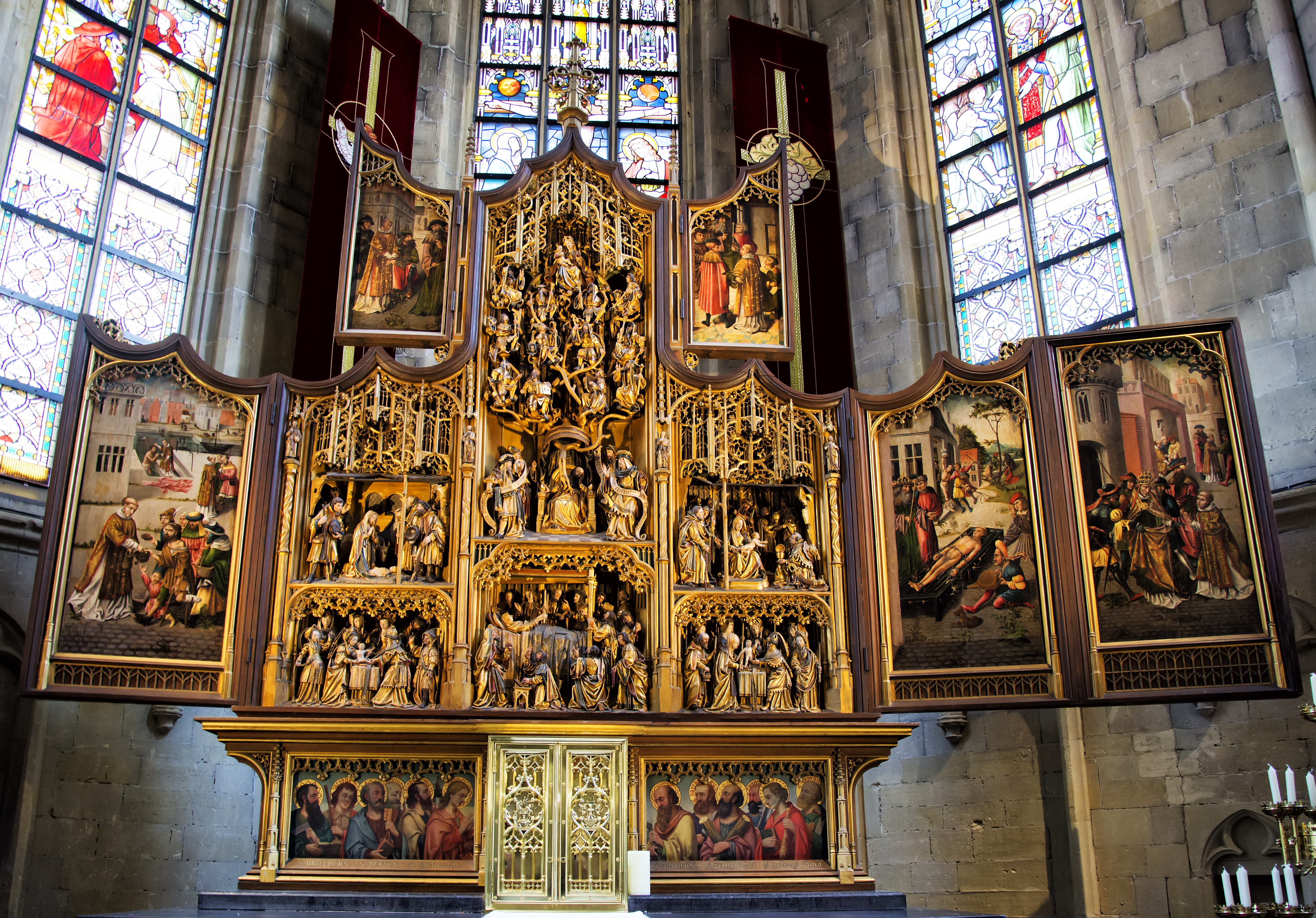
Antwerps retabel in de Sint-Laurentiuskerk (Bocholt)

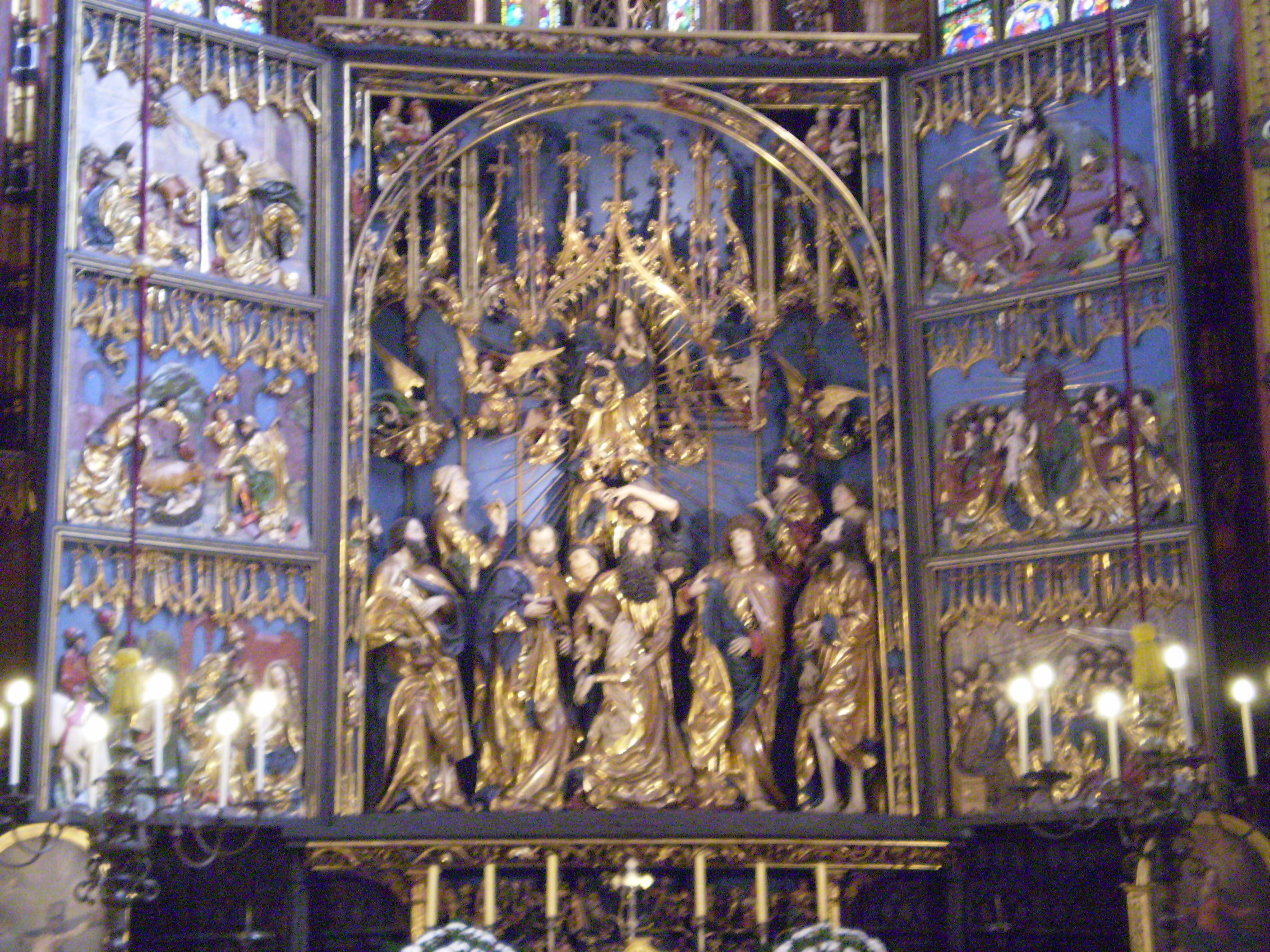
Het beroemde altaarretabel van de middeleeuwse beeldsnijder Veit Stoss in de Mariakerk in Krakau

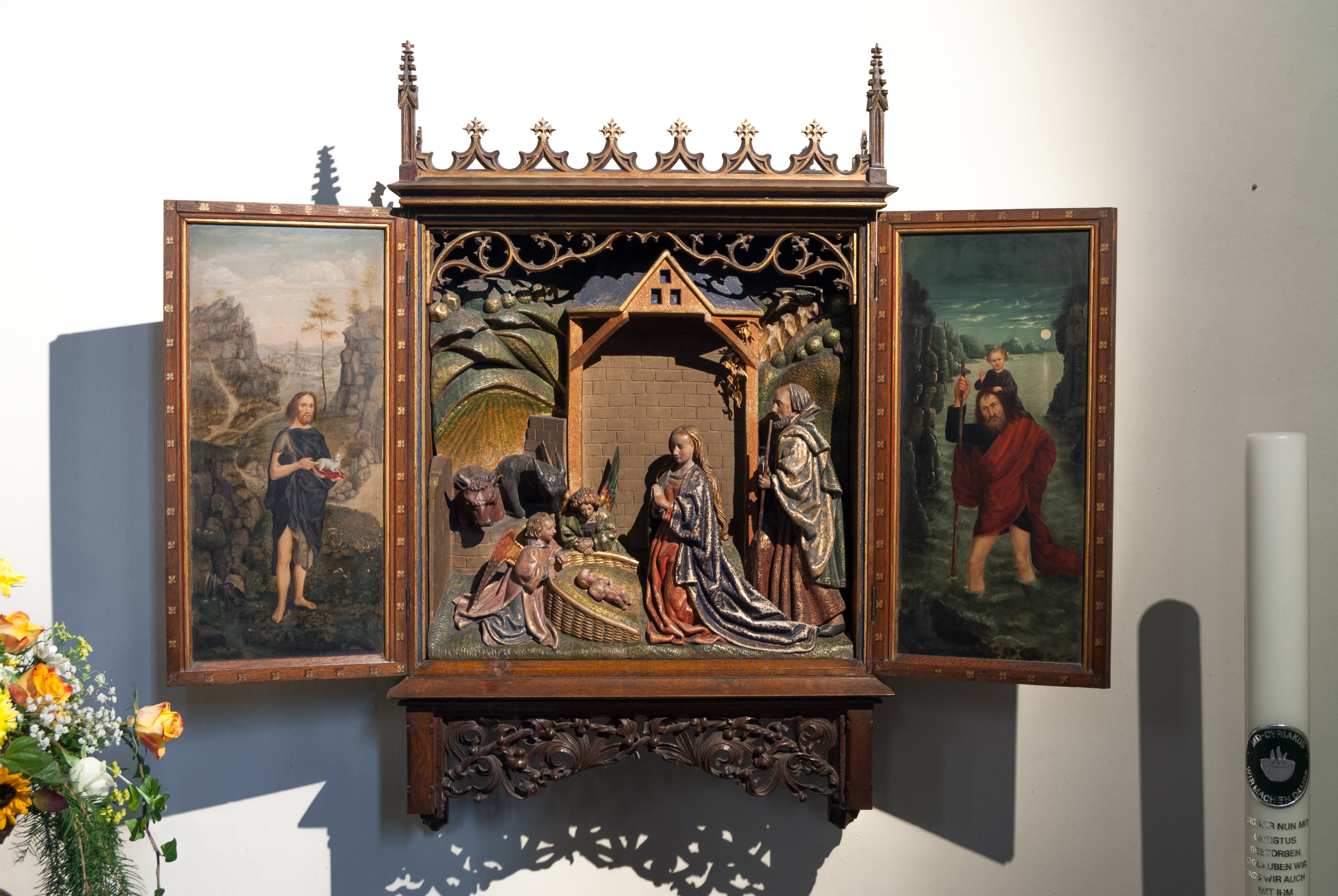
Gotisch retabel met gesneden reliëf en geschilderde zijpanelen, Sint-Cyriacuskerk, Krefeld-Hüls

Een retabel, ook wel altaarretabel, is een liturgisch schilder- of beeldhouwwerk, dat bedoeld is om in een kerkgebouw op een altaar te plaatsen of aan de muur achter een altaar te bevestigen. Meestal bestaat een retabel uit meerdere panelen, al dan niet met scharnieren aan elkaar bevestigd.
Altaarretabels bestaan alleen in de katholieke traditie. De voorstellingen verwijzen dikwijls naar de Bijbelse persoon of de heilige aan wie het altaar is gewijd. Soms zijn in het retabel reliekhouders, tabernakels of vrijstaande beelden verwerkt. Geschilderde retabels of altaarstukken tonen vaak een donorportret.

## Etymologie
Het woord retabel is afgeleid van de Latijnse woorden retro (achterkant) en tabula (bord) omdat een retabel meestal aan de achterkant van een altaar werd geplaatst.

## Geschiedenis
In de romaanse periode bestonden de meeste retabels uit edelsmeedwerk of uit steen gehouwen reliëfs. Een voorbeeld van de eerste categorie is het Maaslandse triptiek uit de Heilig Kruiskerk in Luik, tegenwoordig in het museum Grand Curtius. Een voorbeeld van een retabel in steenreliëf is het dubbelreliëf van het Westwerkaltaar van de Sint-Servaasbasiliek in Maastricht.
In de gotische periode werden vooral uit hout gesneden retabels met reliëfvoorstellingen geproduceerd. Vanaf de late middeleeuwen waren gebeeldhouwde of geschilderde retabels in heel Europa populair. De meeste kerken hadden één of meerdere altaarretabels. Ze hadden doorgaans de vorm van een veelluik met een vast, gebeeldhouwd middenpaneel en beweegbare, aan twee zijden beschilderde vleugelpanelen. De zijpanelen bleven gedurende vrijwel het hele liturgisch jaar gesloten; alleen op feestdagen kregen gelovigen het rijk uitgewerkte middendeel en de binnenkant van de zijpanelen te zien.
Toonaangevend waren de Brusselse retabels, die gevarieerd waren naar vorm en thematiek. Ook Antwerpse retabels werden in de 15e en 16e eeuw naar heel Europa uitgevoerd, tot de Canarische Eilanden toe. Het derde centrum Mechelen specialiseerde zich in besloten hofjes. Laatgotische Brabantse retabels van onder anderen Jan Borreman zijn te zien in de Koninklijke Musea voor Kunst en Geschiedenis in Brussel. Een ander voorbeeld is het Sint-Columbaretabel in de Sint-Columbakerk van Deerlijk. Het Maastrichts passieretabel uit ca. 1530 in de dagkapel van de Sint-Servaasbasiliek in Maastricht is een voorbeeld van een laatgotisch Maaslands retabel. Typisch voor de zuidelijke Nederlanden in deze periode zijn ook de besloten hofjes.
Vanaf de zestiende eeuw maakte het gebeeldhouwde retabel geleidelijk plaats voor het geschilderde altaarstuk. Schilders als Giovanni Bellini, Rogier van der Weyden, Jheronimus Bosch en Peter Paul Rubens waren hierin gespecialiseerd. Voorbeelden hiervan bevinden zich in kerken in heel Europa en musea wereldwijd.
In Noordwest-Europa hebben veel retabels de beeldenstormen van de 16e eeuw niet overleefd. Een uitzondering daarop is onder andere de Sint-Leonarduskerk in Zoutleeuw, waar zich nog zeven laatgotische retabels bevinden. Onderdelen van altaarretabels worden al sinds de 19e eeuw verhandeld op de kunstmarkt. In Zuid-Duitsland en Spanje zijn nog relatief veel retabels compleet bewaard. In de tijd van de neogotiek herleefde de interesse en werden talloze retabels gemaakt. Na het Tweede Vaticaans Concilie en de invoering van de Mis van Paulus VI, maakte het traditionele hoogaltaar met retabel in veel kerken plaats voor het volksaltaar, zonder retabel.

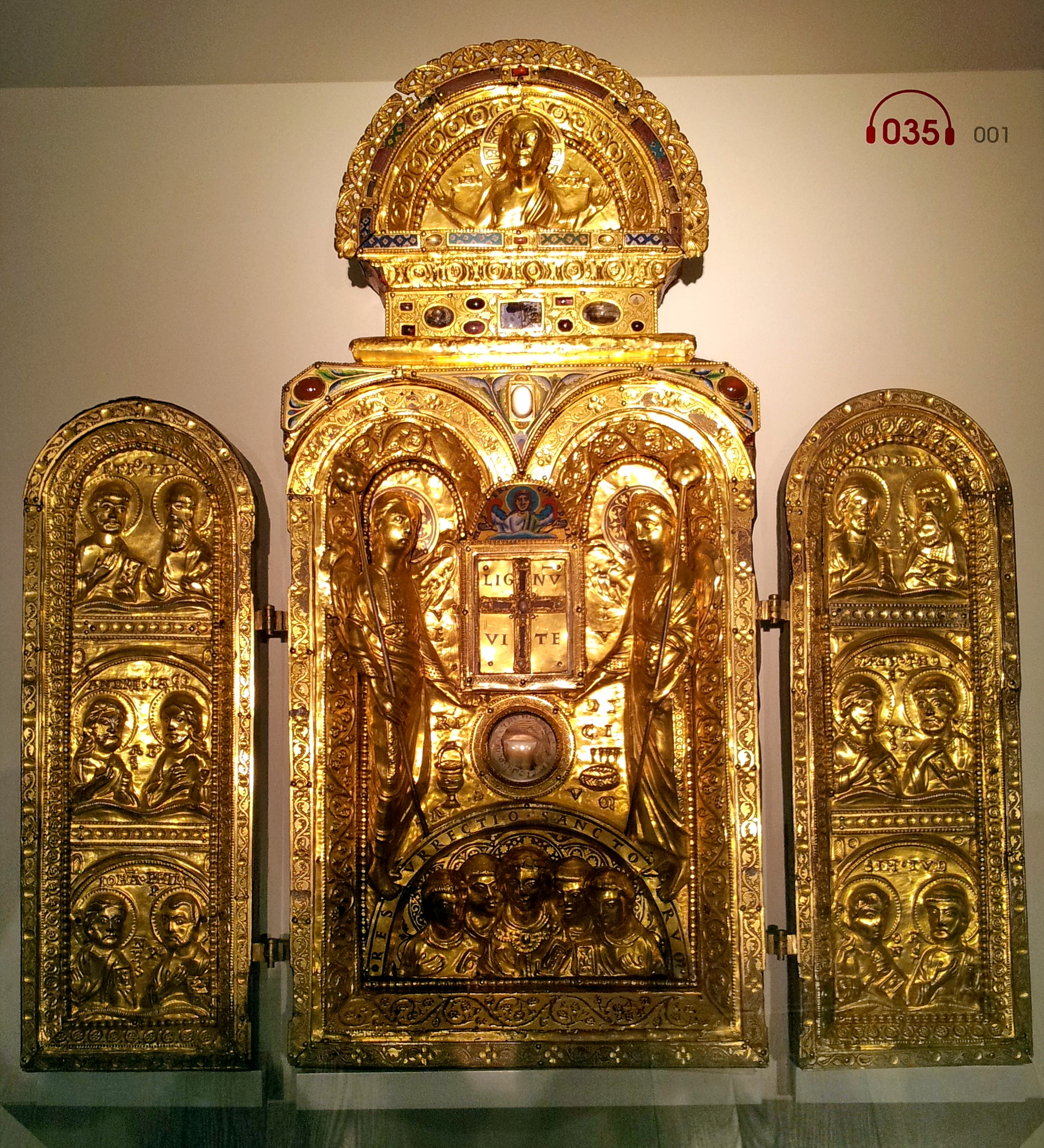
Maaslands retabel van verguld koper, Grand Curtius, Luik
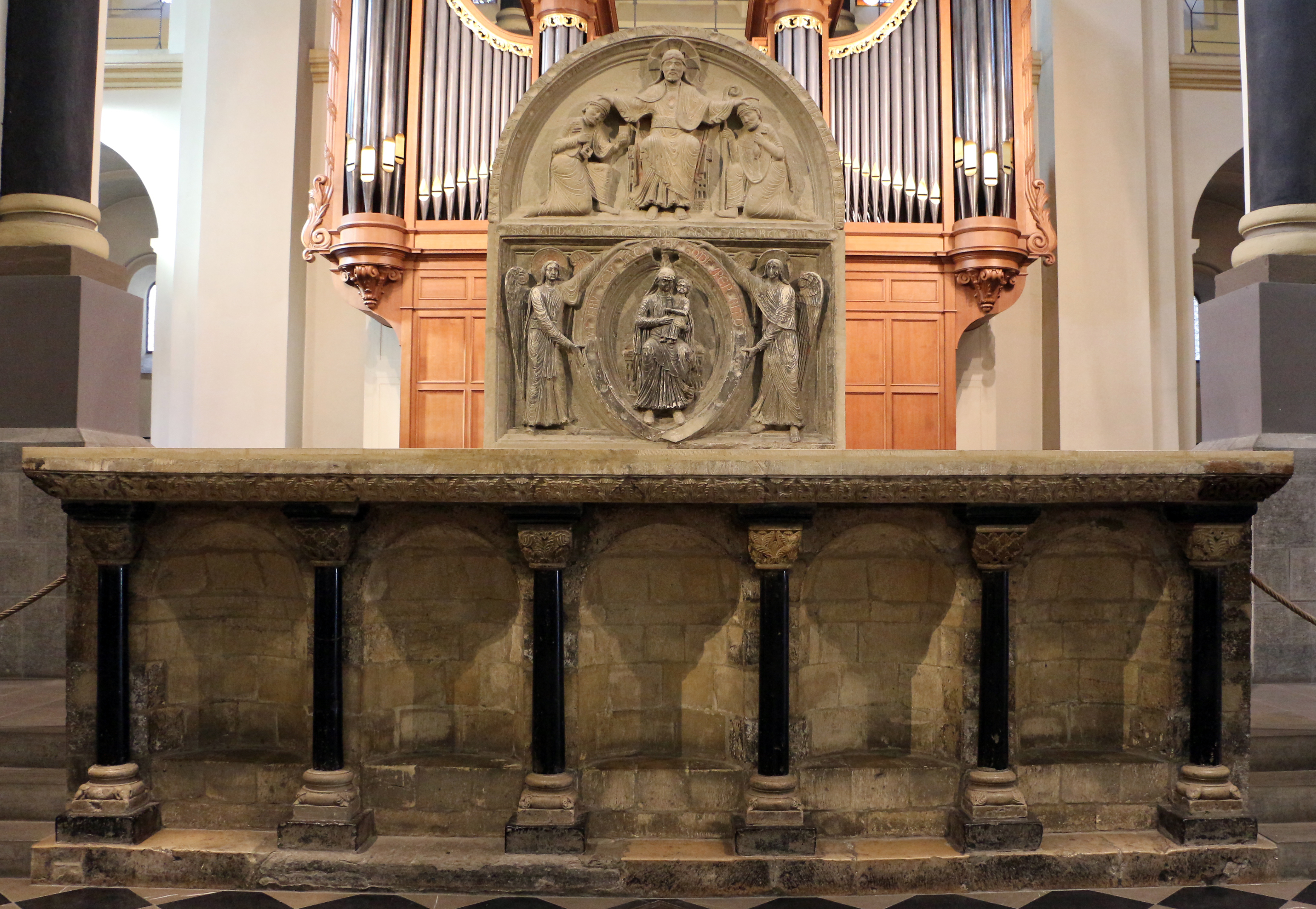
Retabel met dubbelreliëf, Westwerkaltaar van de Sint-Servaasbasiliek, Maastricht
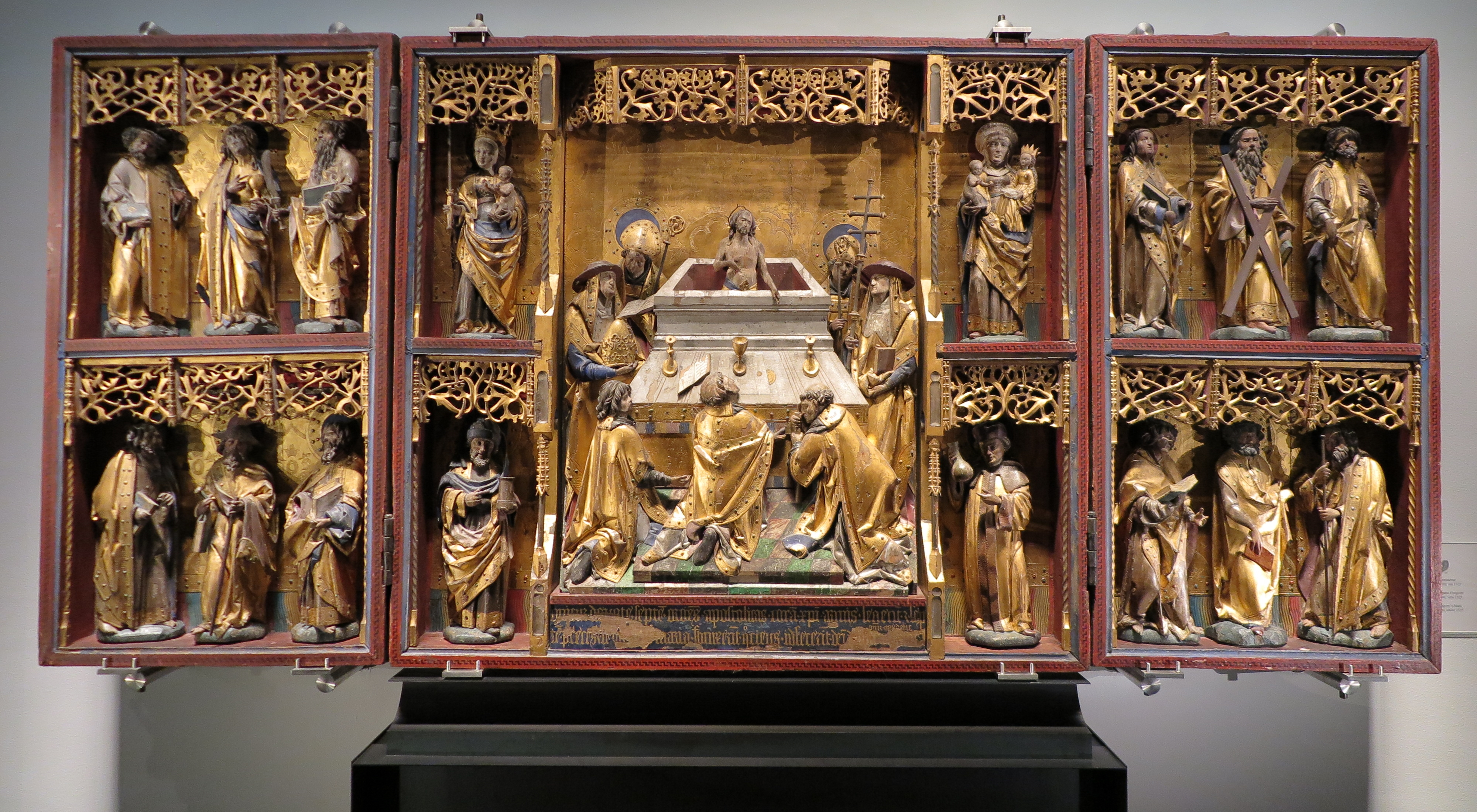
Gotisch retabel met centraal reliëf en beelden, Dom van Aken
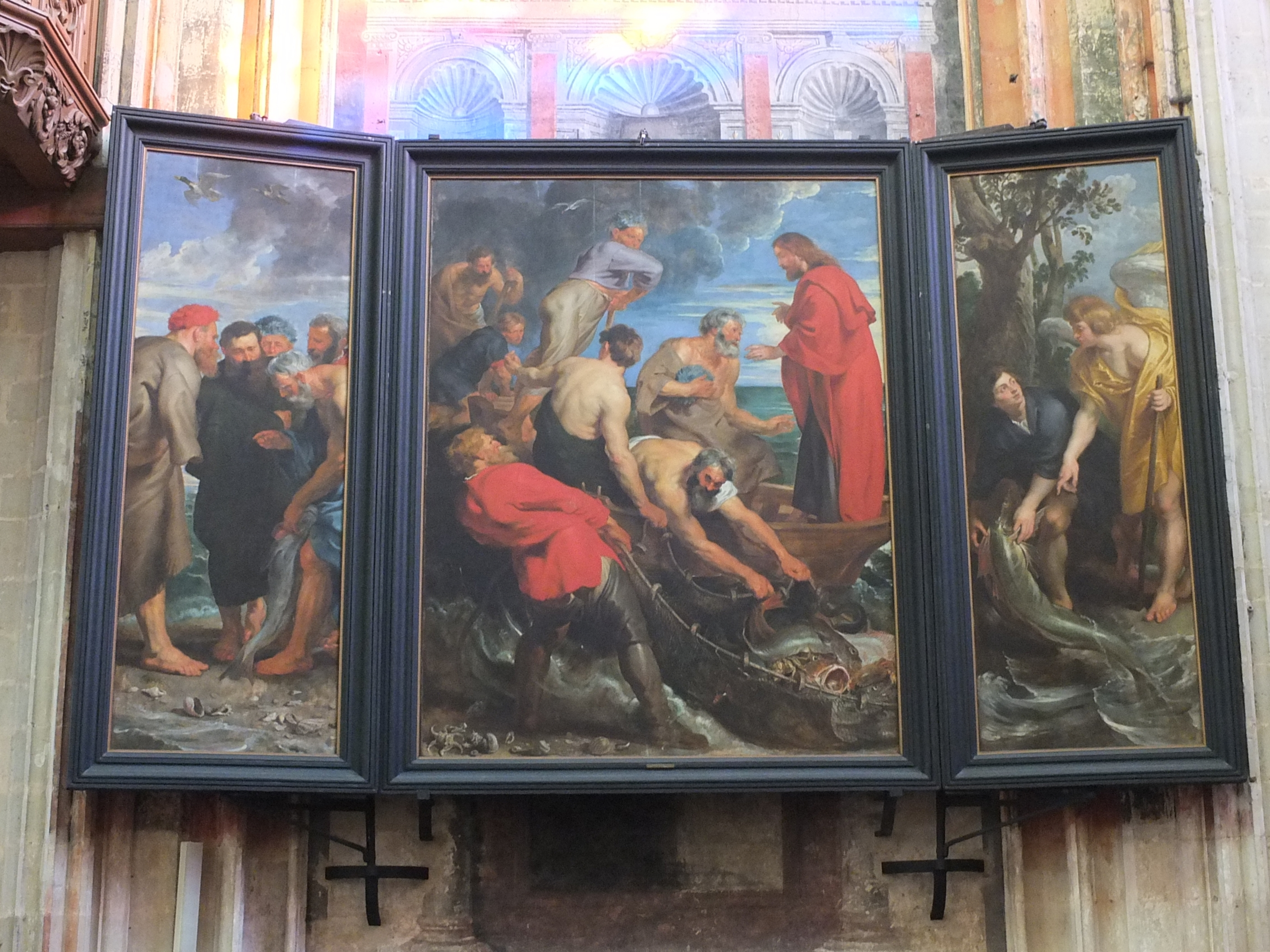
Geschilderd retabel van Rubens, Onze-Lieve-Vrouw-over-de-Dijlekerk, Mechelen